# Edo Kayembe
Edouard "Edo" Kayembe (* 3. Juni 1998 in Kananga) ist ein kongolesischer Fußballspieler. Der Mittelfeldspieler ist derzeit beim englischen Erstligaverein FC Watford aktiv und ist seit 2019 Nationalspieler der Demokratischen Republik Kongo.

## Karriere

### Vereine
Kayembe wechselte in der Winterpause der Saison 2016/17 vom kongolesischen Erstligisten  Shark XI Kinshasa nach Belgien zum RSC Anderlecht und unterschrieb dort seinen ersten Profivertrag mit einer Laufzeit bis 2021. Am 22. Dezember 2017 feierte er sein Debüt im Profifußball, als er beim 1:0-Sieg über KAS Eupen erstmals in einem Pflichtspiel für Anderlecht eingesetzt wurde. Allerdings konnte er sich nicht nachhaltig durchsetzen und wurde auch danach meist nicht in den Spieltagskader berufen, sodass bis Dezember 2018 nur ein weiterer Pflichtspieleinsatz hinzukam. Vom neuen Cheftrainer Karim Belhocine und seinen Nachfolgern wurde Kayembe dann jedoch regelmäßig eingesetzt. Wettbewerbsübergreifend stand er für Anderlecht insgesamt 39-mal auf dem Rasen, darunter auch zweimal in der Europa League.
Im September 2020 wechselte Kayembe von Anderlecht zur KAS Eupen, bei der er einen Vertrag bis zum 30. Juni 2023 unterzeichnete. In Eupen entwickelte er sich zum Stammspieler, absolvierte wettbewerbsübergreifend 45 Spiele für die Mannschaft und erzielte dabei vier Tore.
In der Winterpause der Saison 2021/22 wechselte Kayembe in die Premier League und unterschrieb beim FC Watford einen Vertrag bis 2026.

### Nationalmannschaft
Kayembe wurde 2017 für die Spiele der Frankophonie in den Kader der U20-Nationalmannschaft der DR Kongo berufen, wurde bei den Spielen jedoch nicht eingesetzt. Sein Debüt im kongolesischen Nationaltrikot gab er schließlich im März 2019 im Rahmen eines Qualifikationsspiels für den U23-Afrika-Cup 2019.
Am 10. Oktober 2019 debütierte Kayembe in der Herren-Nationalmannschaft der DR Kongo bei einem Freundschaftsspiel gegen Algerien.